# Nuovo giornalismo
Il Nuovo giornalismo (dall'inglese New Journalism) è uno stile anticonvenzionale di giornalismo degli anni 1960 e anni 1970.

## Il nuovo stile
L'espressione Nuovo giornalismo è stata coniata dal giornalista americano Tom Wolfe nel 1973. Con questo termine si indica un movimento di breve durata ma di grande intensità che influenzò il mondo del giornalismo internazionale. Sempre al 1973 risale la pubblicazione dell'antologia omonima che diede voce, forma e notorietà al movimento.
Nato negli anni 1960 negli Stati Uniti e concentrato soprattutto a New York e in California, questo stile di scrittura giornalistica si presenta come una commistione di generi, una fusione fra letteratura e giornalismo. Il Nuovo giornalismo prevede l'introduzione di motivi tipici della narrativa, capaci di catturare il lettore, nelle strutture del giornalismo tradizionale. Il risultato sono opere innovative dal punto di vista del linguaggio e ibride rispetto alle definizioni precedenti. Una delle forme più consolidate è il cosiddetto romanzo-reportage, un reportage giornalistico scritto in forma di romanzo.
Il romanzo-reportage, o "romanzo-verità", utilizza stili e tempi della letteratura per trattare storie e personaggi reali. Il lettore viene virtualmente accompagnato sul luogo dei fatti: uno degli obiettivi primari è proprio quello di mostrare gli avvenimenti al lettore come se li vedesse da dietro il mirino di una telecamera.
Wolfe nell'antologia The New Journalism ha evidenziato quattro regole che stanno alla base del nuovo stile: 
1. costruire la storia per scene successive, ricorrendo il meno possibile alla voce del cronista;
2. registrare tutti i dettagli anche quelli apparentemente insignificanti, i gesti, le abitudini, i modi, tutto ciò che può simbolicamente rappresentare i personaggi;
3. utilizzare dialoghi e conversazioni piuttosto che dati o cronaca pura per coinvolgere maggiormente il lettore;
4. presentare ogni scena dal punto di vista interiore di un personaggio, così da dare al lettore l'impressione vivere la situazione realmente.

Contrariamente a quanto sarebbe legittimo supporre, il primato della notizia non deve mai essere messo in discussione. Infatti, la tecnica del Nuovo giornalismo ha rappresentato e rappresenta esclusivamente uno strumento in più al servizio dell'informazione. Lo stesso Wolfe diceva al riguardo: “I am talking about technique”.
Il nuovo movimento fu sin dalla sua nascita oggetto di polemiche e dibattiti. Le principali accuse che gli venivano mosse riguardavano il carattere fortemente soggettivo dello stile che, stando ai detrattori, tradiva la realtà dei fatti, la fusione di verità e finzione, e il carattere letterario, prima che giornalistico, delle opere. Nonostante le polemiche e le accuse il Nuovo giornalismo è un fenomeno concreto che ha influenzato il giornalismo e attirato l'attenzione delle più grandi firme internazionali. Ha inoltre cambiato irreversibilmente il modo di scrivere e la struttura formale del reportage.

## Le origini: gli Stati Uniti e gli anni sessanta
Per comprendere le ragioni di uno sviluppo così rapido e di un interesse così forte verso il Nuovo giornalismo occorre prendere in considerazione il contesto storico e sociale nel quale esso si è sviluppato.
Una prima ragione è riconducibile all'imposizione da parte del giornalismo americano della forma delle features, di cui il nuovo stile è diretto discendente. Le features si diffusero negli anni 1960, con lo scopo di vivacizzare il linguaggio giornalistico e renderlo così più atto a sostenere il confronto con il suggestivo linguaggio del giornalismo televisivo e con la forza d'impatto che quest'ultimo aveva. Analizzando le mansioni dei giornalisti americani negli anni 1970, si ha la conferma che l'unica variazione significativa riguarda la tendenza verso le features a scapito delle news: nel 1970 gli scrittori di features erano il 37% del totale dei giornalisti mentre nel 1982 sono diventati il 48%.
Una seconda ragione è riconducibile ai numerosi e complessi cambiamenti nella società americana a cui gli anni sessanta fecero da sfondo. Il presidente allora in carica John Fitzgerald Kennedy si distinse per il suo carisma e per la ventata di novità che il suo mandato portò nella vita della Casa Bianca. Inoltre, non va sottovalutato l'interesse del Presidente per la causa delle discriminazioni razziali nei confronti dei neri che diede impulso alle lotte per l'uguaglianza. Sono gli anni delle rivolte giovanili, dei figli dei fiori e della controcultura.
Tutto ciò stava cambiando profondamente il modello della società, le sue consuetudini e la scala di valori comunemente condivisa. Sono gli anni delle manifestazioni contro la guerra del Vietnam, dell'emancipazione femminile, del permissivismo sessuale e della sperimentazione degli stati alterati di coscienza ma è anche il decennio che vede la nascita della società dei consumi, la cosiddetta affluent society, in cui assumono importanza i comportamenti, gli stili di vita, i consumi e le mode.
È proprio in un quadro così complesso e in costante cambiamento che appare chiaro quanto il giornalismo tradizionale e le sue forme inglobanti non fossero più in grado di informare e rispecchiare efficacemente la realtà circostante. Senza le argute satire di Wolfe o la scrittura psichedelica di Hunter Stockton Thompson o il cinismo attento e geniale di Truman Capote appare davvero difficile immaginare come il settore dell'informazione avrebbe potuto descrivere e rappresentare efficacemente quell'epoca. Era necessario un nuovo stile, nuovi canoni giornalistici, un nuovo linguaggio, appunto il Nuovo giornalismo.

## Gli autori

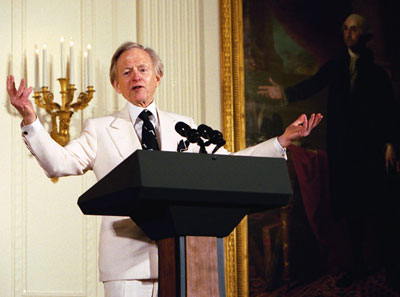
Tom Wolfe nel 2004.

Il primo libro che si può pienamente definire come esempio Nuovo giornalismo uscì in America Latina. Nel 1956 lo scrittore e giornalista argentino Rodolfo Walsh venne a sapere in maniera accidentale che alcune persone vittime della dittatura erano sopravvissute all'esecuzione capitale. Subito si attivò per rintracciarle e raccontare le loro storie. Ne nacque un libro, Operación Masacre ("Operazione massacro"), che è considerato il primo "romanzo-verità".
Gli autori che contribuirono maggiormente alla nascita e alla diffusione del nuovo stile sono invece nordamericani come Tom Wolfe, Truman Capote, Gay Talese, Norman Mailer e Hunter Stockton Thompson. La tecnica si è poi diffusa e sviluppata in diversi Paesi: meritano di essere citati, per esempio, i reportage di guerra di Oriana Fallaci, la cui cronaca era puro Nuovo giornalismo ma anche il noto reporter Ryszard Kapuściński, per sua stessa ammissione, si può ricondurre a questo filone. Infatti, in un'intervista del 1994, egli ha dichiarato: "Gli americani hanno introdotto fin dagli anni '60 il concetto di «Nuovo giornalismo» […] che è quello che più si addice alla mia scrittura", e ancora: "Nello standard giornalistico viene considerato fatto la pura e semplice relazione di un avvenimento per lo più di carattere politico o economico. A me invece interessano la natura, il clima, l'atmosfera e un'infinità di altre cose, tradizionalmente associate alla descrizione di tipo letterario […]".
Per meglio inquadrare il fenomeno può essere utile ripercorrere alcune delle biografie dei principali e già citati fautori del nuovo stile.
Tom Wolfe è nato nel 1931 a Richmond in Virginia, si è laureato successivamente in letteratura e giornalismo alla Washington and Lee University. Ha lavorato come reporter per numerose e prestigiose testate come il Washington Post e il New York Herald Tribune. La satira di costume è una delle sue specialità e un esempio può essere il suo testo Radical chic. Il fascino irresistibile dei rivoluzionari da salotto dove Wolfe ridicolizza con maestria l'abitudine degli intellettuali newyorchesi degli anni settanta di ospitare ogni sorta di giovane radicale o Come ottenere il successo in arte dove mette a nudo i meccanismi e lo snobismo con cui il mercato dell'arte costruisce i suoi più celebrati pupilli. Del 1987 è il famoso Il falò delle vanità dove Wolfe mostra utilizzando la forma della fiction il lato oscuro dell'era reaganiana. Negli ultimi anni la sua produzione si è orientata sempre più verso le forme della letteratura tradizionale.
Truman Capote nacque a New Orleans nel 1924. La difficile infanzia e il precoce distacco dai genitori, che lo abbandoneranno alle cure dei nonni a soli sei anni, segneranno profondamente la sua esistenza. Uomo dalla personalità creativa ed estrosa abbandonò gli studi per viaggiare e cercare storie per la sua pungente penna. Iniziò la carriera giornalistica svolgendo mansioni di basso livello presso la rivista New Yorker e nel frattempo spediva i suoi racconti alle principali testate del Paese ottenendo il primo successo nel 1946. Di quell'anno è infatti la vittoria del prestigioso premio «O. Henry» che gli vale il suo primo contratto presso un editore dal quale nascerà l'opera prima Altre voci, altre stanze (Other Voices, Other Rooms).
Il successo e la fama arrivarono nel 1958 con la favola urbana Colazione da Tiffany (Breakfast at Tiffany's) e il successivo adattamento cinematografico. Noto per i suoi modi chic e per il suo atteggiamento snob, Capote era un assiduo frequentatore dell'alta società newyorchese dove oltre al rispetto per le sue indiscusse doti attira antipatie per i suoi modi vistosi e la sua ambigua personalità. Nel 1966 fu pubblicata l'opera A sangue freddo che, oltre a scolpire il nome di Capote nella storia del giornalismo e della letteratura, sconvolgerà ulteriormente la sua già instabile psiche. Seguono Musica per camaleonti nel 1980 e l'opera incompiuta, sulla quale stava ancora lavorando quando morì nel 1984, Preghiere esaudite.
Norman Mailer nacque nel New Jersey nel 1923. Studiò ad Harvard dove conseguì la laurea in Ingegneria Aeronautica. Nel 1943 parte volontario per la seconda guerra mondiale. L'autore trasformerà l'esperienza in un romanzo, Il nudo e il morto (The Naked and the Dead), che verrà acclamato da critica e pubblico. Stabilitosi a New York nel 1955, fondò il giornale del Greenwich Village The Village Voice e diventò uno dei maggiori portavoce della rivolta hippie. Nel 1968 vinse il premio Pulitzer con Le armate della notte che ricostruiva la marcia di protesta dei pacifisti verso il Pentagono alla quale egli partecipò. È questa la prima opera pienamente in stile Nuovo giornalismo dell'autore, la forma è quella canonica del romanzo-reportage. Seguono una serie di saggi pubblicati durante gli anni 1970 fra cui l'antifemminista Il prigioniero del sesso e un'ambiziosa biografia sulla diva Marilyn Monroe dal titolo Marilyn del 1973. Nel 1979 vinse il suo secondo premio Pulitzer con un'opera che presenta più di un'analogia con A sangue freddo di Capote. Il libro è Il canto del boia (The Executioner's Song) che si basa sulla vicenda della condanna a morte di Gary Gilmore per omicidio nello stato dello Utah.

## Hunter S. Thompson e il Gonzo journalism
Il Gonzo journalism è una branca estrema del Nuovo giornalismo il cui fondatore è il giornalista americano Hunter Stockton Thompson. Il termine gonzo è stato usato in riferimento agli scritti di Thompson, per la prima volta, nel 1970 da Bill Cardoso, un reporter del Boston Globe. Il Gonzo journalism è pienamente in linea con tutte le caratteristiche del Nuovo giornalismo, di cui infatti è precursore. Ciò che lo differenzia è un maggiore orientamento verso le impressioni soggettive e le sensazioni personali.
Riguardo alle sue scelte stilistiche Thompson dichiarò in un'intervista per l'Atlantic: "Non trovo nessuna soddisfazione nel vecchio, tradizionale pensiero giornalistico: ho solo descritto il fatto, ho solo dato uno sguardo neutro, ho solo trasmesso meri dati". Nella stessa intervista, con tono critico, ha dichiarato: “La verità assoluta è un prodotto molto raro nel contesto del giornalismo professionale”. È considerato uno dei più sinceri cantori della generazione dei figli dei fiori. Infatti, il loro stile di vita dissoluto e il forte uso di diversi tipi di droghe ben si addice a essere ritratto dalla scrittura tipica del Gonzo journalism così ricca di umori e dai ritmi nevrotici. Il manuale di giornalismo Papuzzi ben descrive le peculiarità stilistiche del Gonzo, in quanto lo ritrae come "una scrittura plastica che potesse dare voce alle eccentricità dei sixties".
Hunter S. Thompson, soprannominato Dr. Gonzo, nacque a Louisville, Kentucky, nel 1937 da padre assicuratore e madre bibliotecaria. Nonostante le umili origini, nel 1952 fu accettato come membro della prestigiosa Athenaeum Literary Association di Louisville con la quale cominciò a scrivere i primi articoli. Cacciato nel 1955 a causa dei suoi problemi legati all'alcool, l'anno successivo Thompson si arruolò nell'esercito dove rimase nel settore dell'aviazione fino al 1958 alternando agli impegni militari la scrittura di articoli di cronaca sportiva. Dopo l'esperienza militare, si trasferì a New York dove si iscrive alla Facoltà di Giornalismo della Columbia University. Nel 1960 partì alla volta di San Juan, Porto Rico, per prendere servizio presso la testata El Sportivo dove lavorerà per un anno.
In quel periodo terminò la stesura del suo primo romanzo The Rum Diary rimasto inedito fino al 1998. In seguito lavorò come corrispondente del settimanale National Observer in Sud-America per due anni. Nel 1966 terminò il suo primo romanzo-reportage in pieno stile Gonzo: Hell's Angels. L'opera mette a fuoco le vicende e le particolarità di una setta di motociclisti nota con il nome di Hells Angels che nel 1965 seminò un'ondata di panico per tutto lo stato della California con le sue abitudini violente e le sue gesta ai limiti della legalità. Thompson si infiltrò, fingendosi un motociclista, nelle loro schiere e trascorse con loro un intero anno. Un inviato di guerra dentro uno stile di vita: il risultato è una dettagliata, empatica e zoologica descrizione della setta.
Il suo stile originale ed innovativo lascerà il segno negli anni a venire. L'opera successiva è il più noto Paura e disgusto a Las Vegas, ovvero Un viaggio nel cuore del sogno Americano come è stato definito da più parti, che diventerà un film cult nel 1998 per la regia di Terry Gilliam. Questo secondo romanzo-reportage è la cronaca di un viaggio a Las Vegas dove Thomposon era stato mandato per scrivere un servizio su una corsa automobilistica. Il viaggio è un pretesto che Thompson utilizza per fare una profonda riflessione sulle illusioni e sui fallimenti della generazione dei figli dei fiori. L'opera presenta tratti di profonda liricità che descrivono fedelmente le illusioni infrante di una generazione, come il seguente, riportato fedelmente: "C'era follia in ogni direzione, ad ogni ora, potevi sprizzare scintille dovunque, c'era una fantastica, universale, sensazione che qualsiasi cosa facessimo fosse giusta, che stessimo vincendo […] cavalcavamo la cresta di una altissima e meravigliosa onda. E ora, meno di cinque anni dopo, potevi andare su una ripida collina di Las Vegas e, se guardavi ad ovest, e con il tipo giusto di occhi, potevi quasi vedere il segno dell'acqua alta, quel punto, dove l'onda infine si è infranta ed è tornata indietro." L'opera comparirà per la prima volta nel 1971 divisa in puntate sulle pagine del Rolling Stone e l'anno successivo diventerà un libro acclamato da critica e pubblico.
Del 1972 è invece il maggiormente politico Fear and Loathing on the campaign trail '72 che è costituita da una antologia di articoli scritti durante la campagna elettorale del 1972 che vedeva contrapposti il futuro presidente Nixon e il suo avversario, il senatore McGovern. L'ultima lavoro di Thompson è Kingdom of Fear un appassionato resoconto dei più rilevanti avvenimenti del secolo appena trascorso.

## A sangue freddo: Il capolavoro fra le polemiche

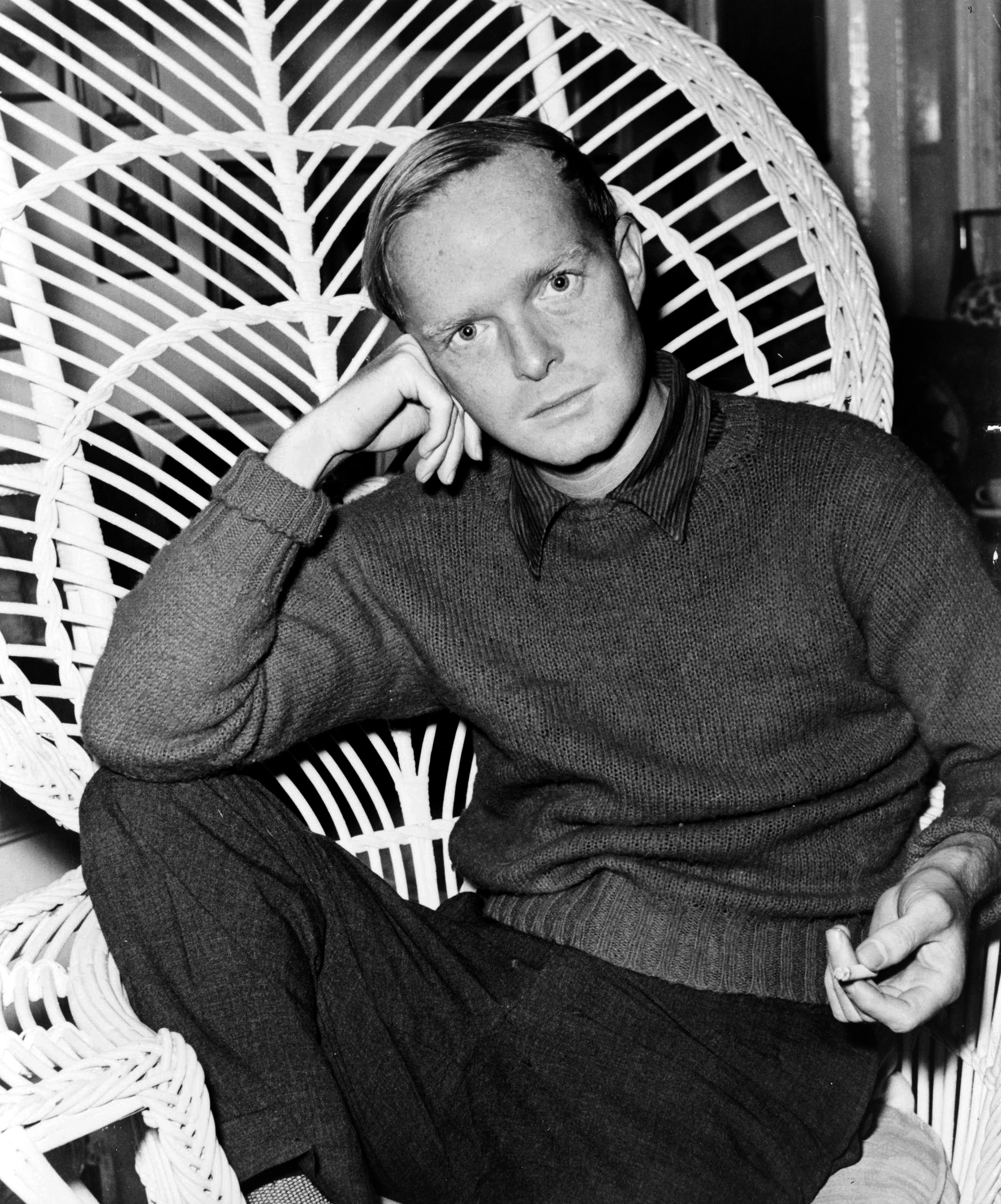
Truman Capote nel 1959.

A sangue freddo (In Cold Blood) è sicuramente il libro che più ha contribuito alla fama del romanzo-reportage. La discussa opera di Truman Capote ruota intorno ad un fatto di cronaca nera avvenuto nel novembre del 1959 in Kansas. La vicenda vede protagonisti due criminali pregiudicati, Perry Smith e Dick Hickock, che hanno sterminato tutti e quattro i componenti della famiglia di contadini Clutter senza apparenti ragioni.
Dopo aver letto la notizia, Capote partì alla volta della cittadina di Holcomb, Kansas, con la sua collega, nonché futuro premio Pulitzer per il romanzo Il buio oltre la siepe (To Kill a Mockingbird), Harper Lee. Il lavoro dei reporter durerà sei anni, fra sopralluoghi, interviste agli abitanti del luogo, alla polizia e soprattutto ai due killer. Col tempo, quello che doveva essere un approfondito articolo per il New Yorker coinvolse Capote a tal punto da convincerlo a lavorare alla stesura di un romanzo.
Il lunghissimo ciclo di interviste fatte ai due killer, oltre a portare alla luce ogni particolare della loro vita, dall'infanzia fino ai segreti più intimi, avvicinò a tal punto le parti da far dichiarare a Capote: "È come se io e Perry fossimo cresciuti nella stessa casa, poi un giorno, io sono uscito dal davanti e lui dal retro". Complice beffardo è il raro talento di Capote per l'intervista, che era già apparso chiaro nel 1956, quando il reporter si recò in Giappone per incontrare l'attore Marlon Brando.
In merito a quell'esempio magistrale di giornalismo, Capote ha dichiarato: "Il segreto dell'arte di intervistare, ed è davvero un'arte, è far sì che l'altro pensi che sia lui a intervistarti." E prosegue: "Tu cominci a raccontargli tutto di te, e piano piano tessi la tua rete finché l'altro non ti racconta tutto di sé." Alla luce di questa dichiarazione appare più semplice comprendere le dinamiche che hanno portato il giornalista Capote ad avere un legame così profondo con i killer intervistati. Il lavoro terminerà solo dopo la condanna e la successiva esecuzione capitale di Smith e Hickock.
A sangue freddo è stato pubblicato nel 1965 a puntate sul New Yorker e solo l'anno successivo è diventato un libro. La pubblicazione provocò forti polemiche di carattere etico e Capote fu oggetto di pesanti accuse, fra le quali spicca quella di voyeurismo cinico, per aver voluto registrare oggettivamente un fatto di cronaca nera. Capote, tormentato dall'infuriare delle polemiche e da pesanti sensi di colpa, si perderà nell'alcolismo e per sua stessa ammissione non si riprenderà più dallo sforzo compiuto per completare il libro. Al di là delle polemiche che suscitò, A sangue freddo è innovativo per l'epoca e farà scuola per molte generazioni a venire, oltre ad essere un'opera coraggiosa per la forza dei temi affrontati.